# Internationale Cricket-Saison 1976/77
Die internationale Cricket-Saison 1976/77 fand zwischen Oktober 1976 und März 1977 statt. Als Wintersaison wurden vorwiegend Heimspiele der Mannschaften aus Südasien, der Karibik und Ozeanien ausgetragen.

## Überblick

### Internationale Touren
| Beginn            | Heimteam    | Auswärtsteam | Resultate | Resultate | Artikel |
| Beginn            | Heimteam    | Auswärtsteam | Test      | ODI       | Artikel |
| ----------------- | ----------- | ------------ | --------- | --------- | ------- |
| 9. Oktober 1976   | Pakistan    | Neuseeland   | 2–0 [3]   | 0–1 [1]   | Artikel |
| 10. November 1976 | Indien      | Neuseeland   | 2–0 [3]   |           | Artikel |
| 17. Dezember 1976 | Indien      | England      | 1–3 [5]   |           | Artikel |
| 24. Dezember 1976 | Australien  | Pakistan     | 1–1 [3]   |           | Artikel |
| 18. Februar 1977  | Neuseeland  | Australien   | 0–1 [2]   |           | Artikel |
| 18. Februar 1977  | West Indies | Pakistan     | 2–1 [5]   | 1–0 [1]   | Artikel |
| 12. März 1977     | Australien  | England      | 1–0 [1]   |           | Artikel |

### Internationale Touren (Frauen)
| Beginn           | Heimteam   | Auswärtsteam | Resultate | Artikel |
| Beginn           | Heimteam   | Auswärtsteam | WTest     | Artikel |
| ---------------- | ---------- | ------------ | --------- | ------- |
| 31. Oktober 1976 | Indien     | West Indies  | 1–1 [6]   | Artikel |
| 8. Januar 1977   | Neuseeland | Indien       | 0–0 [1]   | Artikel |
| 15. Januar 1977  | Australien | Indien       | 1–0 [1]   | Artikel |

## Nationale Meisterschaften
Aufgeführt sind die nationalen Meisterschaften der Full Member des ICC.
| Land                         | First-Class                 | List A                                          |
| ---------------------------- | --------------------------- | ----------------------------------------------- |
| Australien                   | Sheffield Shield 1976/77    | Gillette Cup 1976/77                            |
| Indien                       | Ranji Trophy 1976/77        |                                                 |
| Duleep Trophy 1976/77        | Deodhar Trophy 1976/77      |                                                 |
| Irani Trophy 1976/77         |                             |                                                 |
| Neuseeland                   | Shell Trophy 1976/77        | New Zealand Motor Corporation Knock-Out 1976/77 |
| Pakistan                     | Quaid-e-Azam Trophy 1976/77 |                                                 |
| Pentangular Trophy 1976/77   |                             |                                                 |
| BCCP Patron’s Trophy 1976/77 |                             |                                                 |
| Südafrika                    | Currie Cup 1976/77          | Gillette Cup 1976/77                            |
| SFW Trophy 1976/77           |                             |                                                 |
| West Indies                  | Shell Shield 1976/77        | Gillette Cup 1976/77                            |